# 大冒険 セントエルモスの奇跡
『大冒険 セントエルモスの奇跡』（だいぼうけん セントエルモスのきせき）は、1996年4月19日に有限会社パイより発売されたセガサターン用シミュレーションRPGである。
開発はソフトオフィスおよびFABが行い、企画は渡部浩と小清水史、音楽は川崎義博と藤川健が担当している。ゲーム内容は中世ヨーロッパを舞台とし、主人公「リオン」を操作して世界中に蔓延っているモンスターを壊滅させる事を目的としている。また、モンスターを倒す事で港が解放され町でアイテムが売買できるようになっている。
1997年4月18日にはPlayStation用ソフト『大冒険デラックス 遥かなる海』としてソフトオフィスよりリメイク版が発売された。このリメイク版ではゲームシステムや音楽、ムービーなどが一新されている。
発売後には各種ゲーム誌などで低評価が相次ぎ、中でも『セガサターンマガジン』の「サタマガ読者レース」では同機種の『デスクリムゾン』（1996年）と同等の低評価ソフトとして話題となった。

## ゲーム内容

### システム
世界各地の港を船で巡る基本的なシステムはコーエーの『大航海時代シリーズ』と似たものになっているが、主人公が旅立った時点で、世界のすべての港がモンスターに占領され機能しなくなっている。モンスターとの戦闘は海戦とは異なり、RPGの方式で行われる。
モンスターを倒すことで港を解放し、補給や特産品の取り引きができるようになる。
港ごとに特産品は異なり、また特産品のジャンルごとに設定されている取り引きレートも港ごとに異なる。取り引きレートの差を利用して貿易することで所持金を稼ぐことが可能である。こうして得た資金を使って、傭兵を雇ったり、武器・防具を整えたり、船や船の装備をグレードアップし、より強力な敵に立ち向かえるようになっていく。
60以上もあるすべての港を開放すると、物語の黒幕と対峙することになる。

### 海戦
主人公リオンが手にする船は武装されており、海戦を行うことができる。沿岸海上にはリオンの船以外に多くの船が行き交っているが、その中に海賊船が混じっている。その海賊船と接触することで、海戦モードに切り替わる。
海戦モードでは、リオンは最大8隻から成る艦隊の提督として、各船に移動や攻撃の命令を出すことができる。攻撃には、砲撃、白兵戦、一騎討ちの三種類がある。
砲撃戦は、船の耐久力や積める砲の門数の差が左右するため、一般に船のサイズが大きい方が有利になる。一方で、白兵戦は（船を接触させなければならないが）船に乗せている水兵の人数が勝敗を決める。海賊船はしばしば大型の戦闘艦にさえ水兵をわずかしか乗せていないので、巧みな操船で白兵戦に持ち込むことにより、一見不利な戦闘を逆転させることも可能である。また、旗艦同士を接触させれば、リオンと敵の提督との一騎討ちを選ぶことができる。
雇った傭兵を各船の船長に指名することが可能である。傭兵にも海戦・操船の技量に長けた者もいて、船長に指名すると海戦時の攻撃力や移動力が高くなる。
海賊を倒すと、海賊艦隊が積んでいた積み荷を奪うことができる。海賊はしばしば高価な積み荷を持っているので、収入源の一つとして利用できる。

### 三大海賊との戦い
ゲームも後半になると、海賊の中でも特に強い三大海賊（アンジェリカ、シルバー、ウールジ）が現れる。どれも強力な艦隊を率いている上に一騎討ちでも強いが、アンジェリカとシルバーは倒せば改心して、それ以降は賃金ゼロの強力な傭兵として味方にすることができる。二人とも倒すと、最強の海賊であるウールジが大艦隊を率いてリオンに挑戦してくる。ウールジとの戦闘突入時には普段の海戦とは違ったオリジナルムービーが流れる。
三大海賊を倒さなくてもゲームの結末を見ることはできるが、傭兵として大変強力なのでアンジェリカとシルバーを倒せば事を有利に運ぶことができる。また、ウールジを倒すと最も強いトーチカ級の船をバルセロナで購入出来る様になる。

## ストーリー
舞台は中世のヨーロッパ。主人公・リオンが暮らす港町バルセロナに大破した船が流れ着く。それはリオンの父・ファルの船であったが、そこにはファルの姿は無かった。その後リオンは王宮へと呼び出され、女王から「あなたの一族は代々モンスターを倒すための特殊な能力を持っている」と告げられる。そして行方不明のファルに代わり、世界中に進出しているモンスターの発生の根源を壊滅するよう命じられる。魔物退治の命を果たすため、兼ねて行方不明の父を捜す為に、リオンは大海原へと旅立つのであった。

## 登場人物
リオン・アベンチューラ
主人公。モンスターハンターの家系であり、訓練次第で超人的な必殺技を放つことができる。この特殊な能力を買われてモンスター退治の旅に出ることになる。父・ファルもモンスターハンターだったが、今回の事件で行方不明になっている。
トレビール・エステバ
リオンの親友である少年。リオンの冒険に無理矢理ついて来た。剣の腕は凡人並だが、戦いの経験を積めば強くなる（リオンとトレビール以外の全員には経験値が存在せず、戦闘を重ねても強さは一定である）。
ロフィーナ・フェロ
リオンの幼馴染である少女。特にこれといった出番はなく、ゲーム序盤から一切セリフが変わらない。
アンジェリカ・ルーラ
三大海賊の一人。何ものにも囚われない自由な人生を求めていたところを、ウールジに騙されて海賊稼業に足を踏み入れた女。
シルバー・レイス
三大海賊の一人。幼い頃ウールジに拾われて育てられたため、ウールジの教える海賊の掟、より強いものだけが生き残ることができるという考えを信奉している。
ウールジ・バルバロッサ
大艦隊を率いる三大海賊のボス。羽振りのいいリオンの財産を奪うべくリオンをつけ狙ってくる。

## 他機種版
| No. | タイトル                    | 発売日        | 対応機種    | 開発元         | 発売元         | メディア | 型式       | 備考 |
| --- | --------------------------- | ------------- | ----------- | -------------- | -------------- | -------- | ---------- | ---- |
| 1   | 大冒険デラックス 遥かなる海 | 1997年4月18日 | PlayStation | プレイシステム | ソフトオフィス | CD-ROM   | SLPS-00813 |      |

## スタッフ
セガサターン版
- 企画：渡部浩
- 企画編集：小清水史
- 監修：奥野広司
- プログラム：上野浩樹、和田博之
- アシスタント：成田健一
- キャラクターデザイン：小清水史
- グラフィック：後潟知子、藤川健、藤本幸一、村瀬公一、寺島正
- ムービー：片山智博 (FAB)、石崎貢 (FAB)、林泰晃 (FAB)
- サウンド：川崎義博 (NADI)、藤川健
- 広報：安田功（パイ）、川平慎一（パイ）、芦田真一（パイ）、結城栄治（パイ）

## 評価

### 『セガサターンマガジン』における評価
『セガサターンマガジン』の人気企画「サタマガ読者レース」を『デスクリムゾン』とともに賑わせた、セガサターンを代表するクソゲーのひとつとして名高い。サタマガ編集部による愛称は「大冒険」大将。
「サタマガ読者レース」への初登場は、「セガサターンマガジン」1996年8月23日号である。初登場にして、当時サタマガ読者レースの最下位争いで「帝王」と呼ばれていた『学校の怪談』（当時は下から2位。なおトータルの最下位獲得回数は8回で、最終結果では「デス様」と「女王」に次ぐ3位）と、「女王」と呼ばれていた『麻雀海岸物語 ~麻雀狂時代 セクシーアイドル編~』（当時は最下位。なおトータルの最下位獲得回数は12回で、最終結果では「デス様」の69回に次ぐ2位）に迫る下から3位（全231位中229位）に付け、「帝王奪取の奇跡を呼ぶか？」との期待をサタマガ編集部から寄せられた。
初登場から徐々にオッズを下げていき、「セガサターンマガジン」1996年11月22日号でついに「女王」を抜いて「帝王就任」かと思われたが、この号で『デスクリムゾン』がサタマガ読者レースに初登場。いきなり1位を獲得して「帝王」（サタマガ読者レース最下位の称号）に就任する。それから約1年にわたり、『プラネット・ジョーカー』（愛称は「惑星戦士」）や『スタンバイSay You!』（愛称は「声優魔人」）などの新手のクソゲーが『デスクリムゾン』に代わる「帝王」に就任したり、それを『デスクリムゾン』が再び奪還したりの熾烈な最下位争いを繰り返すなか、『デスクリムゾン』のすぐ上の順位を守り続けた。
「セガサターンマガジン」1997年7月18日号でついに『スタンバイSay You!』と『デスクリムゾン』を抜き「帝王」（最下位）に初就任。「デス様死す」「君はセントエルモスの奇跡を見たか!?」と、サタマガ編集部に称賛された。すぐに新手のクソゲーに最下位を抜き返されたが、1998年4月10・17日合併号で再び帝王（最下位）に就任するという奇跡を起こし、再びサタマガ編集部に称賛された。
サタマガ読者レースの最終オッズは2.4604、全セガサターンソフト945本中937位。

### その他媒体における評価
セガサターン版
- ゲーム誌『ファミ通』の「クロスレビュー」では合計21点（満40点）[1]、『SATURN FAN』の読者投票による「ゲーム通信簿」での評価は以下の通りで16.2点（満30点）となっている[4]。

| 項目 | キャラクタ | 音楽 | お買得度 | 操作性 | 熱中度 | オリジナリティ | 総合 |
| 得点 | 3.0        | 2.6  | 2.7      | 2.7    | 2.4    | 2.9            | 16.2 |

- ゲーム本『超クソゲー』においてライターの阿部広樹は、パッケージの地味さ加減を「なんのヒネリもなく無造作」、起動時に表示される社名ロゴは「MSX2で三〇分で作ったよう」と指摘、さらにキャラクターの大きさをドラゴンクエストシリーズと比較した上で「無闇にでかい」、「スカスカした印象を受けます」と評価した他、作品冒頭で表示される「これはひどい」という台詞がゲームの出来を反映した言葉であるとし[10]、「買うことそのものが大冒険だ」酷評した[11]。しかし、大航海時代シリーズを模倣したゲームシステムに関しては「少なくともストレスが溜まりにくい」と肯定的に評価した[11]。

PlayStation版
- ゲーム誌『ファミ通』の「クロスレビュー」では合計23点（満40点）となっている[2]